# Province de Las Tunas
Pour les articles homonymes, voir Las Tunas.
 (octobre 2022).
Si vous disposez d'ouvrages ou d'articles de référence ou si vous connaissez des sites web de qualité traitant du thème abordé ici, merci de compléter l'article en donnant les références utiles à sa vérifiabilité et en les liant à la section « Notes et références ».
La province de Las Tunas est une des subdivisions cubaine. Sa capitale est la ville de Las Tunas.

## Géographie
La côte sud, qui donne sur le golfe de Guacanayabo, est marécageuse et on y trouve beaucoup de palétuviers.

## Histoire
La province a été créée en 1975, lors du redécoupage des régions et faisait partie de la région d'Oriente.

## Économie
Ce secteur humide est utilisé pour cultiver la canne à sucre dedans, car le climat humide est bien adapté à la récolte. On élève également du bétail dans province.
Victoria de Las Tunas était juste une petite ville de marché jusqu'en 1975, et un grand programme de développement a été commencé pour moderniser la ville et pour la relier par la route à La Havane.

## Municipalités
- Amancio
- Colombia
- Jesús Menéndez
- Jobabo
- Las Tunas (Victoria de Las Tunas)
- Majibacoa (Calixto)
- Manatí
- Port au Père